# Marco Minucio Termo
Marco Minucio Termo (in latino: Marcus Minucius Termus; fl. I secolo a.C.) è stato un politico e militare romano.
Nell'82 a.C. fu pretore e nell'81 a.C. fu propretore nella provincia d'Asia, e sotto di lui militò come legatus il giovane Gaio Giulio Cesare.
Assieme a Cesare e Lucio Licinio Lucullo completò l'assedio di Mitilene.